# Anuropodione senegalensis
Anuropodione senegalensis är en kräftdjursart som beskrevs av M. Bourdon 1967. Anuropodione senegalensis ingår i släktet Anuropodione och familjen Bopyridae. Inga underarter finns listade i Catalogue of Life.